# Загуже (Пшисуський повіт)
Загуже (пол. Zagórze) — село в Польщі, у гміні Венява Пшисуського повіту Мазовецького воєводства. Населення — 124 особи (2011).
У 1975-1998 роках село належало до Радомського воєводства.

## Демографія
Демографічна структура станом на 31 березня 2011 року:
|          | Загалом | Допрацездатний вік | Працездатний вік | Постпрацездатний вік |
| -------- | ------- | ------------------ | ---------------- | -------------------- |
| Чоловіки | 64      | 7                  | 50               | 7                    |
| Жінки    | 60      | 9                  | 35               | 16                   |
| Разом    | 124     | 16                 | 85               | 23                   |